# Rodels
Rodels (rätoromanisch Roten) ist ein Dorf und eine ehemalige Gemeinde in der politischen Gemeinde Domleschg, die im Kreis Domleschg in der Region Viamala im Schweizer Kanton Graubünden liegt. 2015 fusionierte Rodels mit den Gemeinden Almens, Paspels, Pratval und Tomils zur neuen Gemeinde Domleschg.

## Geographie
Das Strassendorf liegt auf einer Terrasse östlich des Hinterrheins am Westabhang der Stätzerhornkette. Zur ehemaligen Gemeinde gehört auch die Fraktion Nueins. Nachbargemeinden waren Pratval, Cazis, Paspels und Almens. Vom gesamten ehemaligen Gemeindegebiet von 168 ha ist genau die Hälfte landwirtschaftlich nutzbar. Weitere 59 ha sind von Wald und Gehölz bedeckt. Dazu kommen 18 ha Siedlungsfläche und 7 ha unproduktive Fläche.

## Geschichte

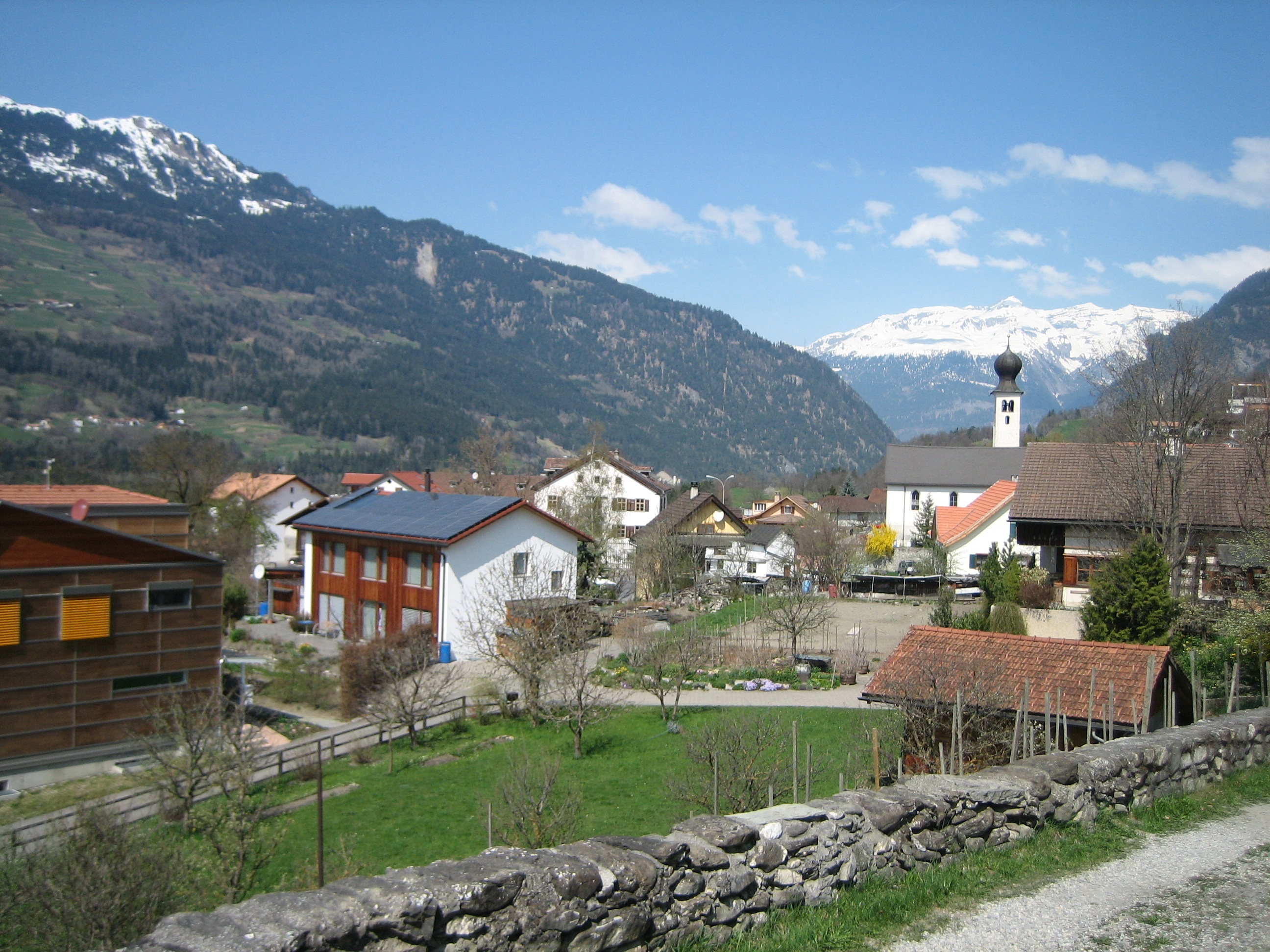
Rodels

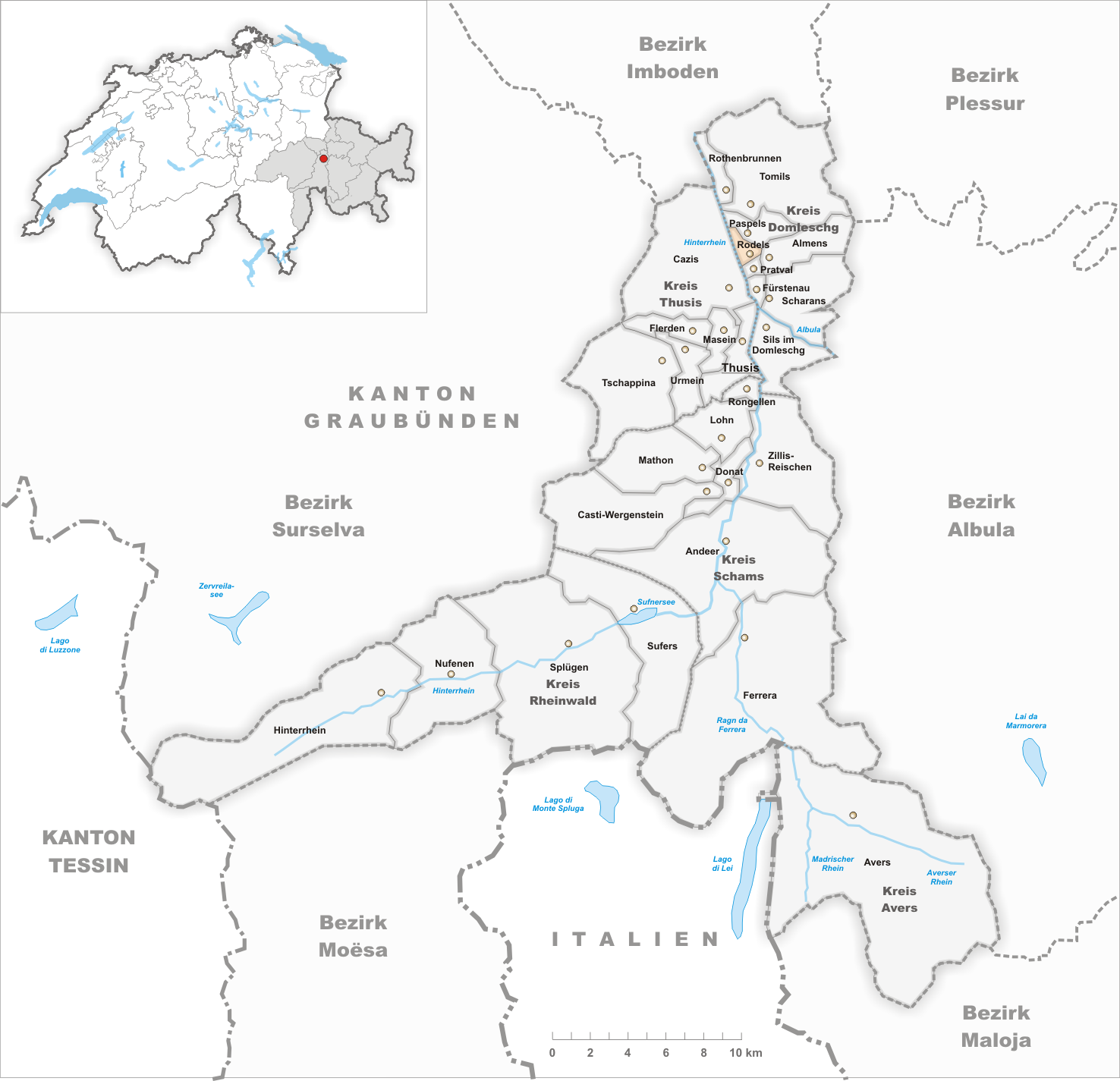
Gemeindestand vor der Fusion am 1. Januar 2015

Im Unterdorf machte man einen bronzezeitliche Grabfund. In der Mitte des 12. Jahrhunderts wurde Rodels als ad Rautine erwähnt. Zu dieser Zeit war Rodels eine geschlossene Dorfsiedlung mit einem grossen Meierhof des Churer Domkapitels mit bedeutendem Ackerbau. 1527 erfolgte der Auskauf der Herrschaftsrechte.
Rodels unterstand kirchlich St. Lorenz in Paspels. Mitte des 12. Jahrhunderts ist eine Kapelle in Rodels erwähnt, 1697 die Pfarrkirche St. Christophorus und Jacobus der Ältere. Mit Ausnahme der führenden Familie Jecklin blieb Rodels katholisch.
Viehwirtschaft und Ackerbau waren die wichtigsten Erwerbsquellen. Bis 1851 bestand eine Nachbarschaft der Gerichtsgemeinde Ortenstein (im Boden). Die ab 1832 vorgenommene Rheinkorrektion führte zu Landgewinn in der Talebene. 1883 wurde die Querverbindung zur Italienische Strasse, 1895 bis 1897 die Talstrasse, 1896 Station Rodels-Realta der Rhätischen Bahn und 1967 der kantonale Forstgarten, in dem unter anderem wertvolles Saatgut für Wälder gewonnen wird, gebaut. Bis am 31. Dezember 2014 war Rodels eine eigene politische Gemeinde.

## Wappen
| Wappen von Rodels | Blasonierung: «In Rot ein silberner (weisser) Zinnenturm»                        |
| Wappen von Rodels | Nach dem am Haus Giger angebrachten Wappen der Familie Turian (Torriani/Toreani) |

## Bevölkerung
| Bevölkerungsentwicklung | Bevölkerungsentwicklung | Bevölkerungsentwicklung | Bevölkerungsentwicklung | Bevölkerungsentwicklung | Bevölkerungsentwicklung | Bevölkerungsentwicklung | Bevölkerungsentwicklung | Bevölkerungsentwicklung | Bevölkerungsentwicklung | Bevölkerungsentwicklung |
| ----------------------- | ----------------------- | ----------------------- | ----------------------- | ----------------------- | ----------------------- | ----------------------- | ----------------------- | ----------------------- | ----------------------- | ----------------------- |
| Jahr                    | 1803                    | 1850                    | 1900                    | 1950                    | 1970                    | 1980                    | 1990                    | 2000                    | 2005                    | 2014                    |
| Einwohner               | 106                     | 135                     | 147                     | 178                     | 152                     | 155                     | 222                     | 281                     | 271                     | 269                     |

### Sprachen
Ursprüngliche Sprache der Bevölkerung war Sutselvisch, eine bündnerromanische Mundart. Doch bereits im späten 19. Jahrhundert setzte ein Sprachwandel hin zum Deutschen ein. Während 1880 noch 62 % der Einwohnerschaft Romanisch sprach, waren es 1900 nur noch 52 %. Bereits 1910 war die ehemalige Gemeinde mit 59,12 % Deutschsprachigen und 40 % Romanischsprachigen gekippt. Der Schrumpfungsprozess des Romanischen ging in gebremstem Tempo bis 1980 weiter. In den 1980er-Jahren setzte ein letzter Rückgang ein, der dazu führte, dass Romanisch heute nur noch von geringer Bedeutung ist.
Dies zeigt auch die folgende Tabelle:
| Sprachen in Rodels |                   |                   |                   |                   |                   |                   |
| Sprachen           | Volkszählung 1980 | Volkszählung 1980 | Volkszählung 1990 | Volkszählung 1990 | Volkszählung 2000 | Volkszählung 2000 |
| Sprachen           | Anzahl            | Anteil            | Anzahl            | Anteil            | Anzahl            | Anteil            |
| Deutsch            | 125               | 80,65 %           | 204               | 91,89 %           | 255               | 90,75 %           |
| Rätoromanisch      | 25                | 16,13 %           | 10                | 4,50 %            | 11                | 3,91 %            |
| Italienisch        | 5                 | 3,23 %            | 5                 | 2,25 %            | 5                 | 1,78 %            |
| Einwohner          | 155               | 100 %             | 222               | 100 %             | 281               | 100 %             |

Zwar verstehen noch 7,9 % der Einwohner Romanisch, doch ist heute Deutsch einzige Behördensprache.

### Herkunft und Nationalität
Von den Ende 2005 271 Bewohnern waren 260 (= 96 %) Schweizer Staatsangehörige.

## Sehenswürdigkeiten
- Katholische Pfarrkirche SS. Christophorus und Jakobus d. Ä.[2]
- Haus von Blumenthal[3]